# Ingeborg Dinesen
Ingeborg Dinesen, född Westenholz 5 maj 1856 på Mattrup i Tyrstings socken, död 27 januari 1939 på Rungstedlund i Hørsholm, var dotter till Regnar Westenholz och Mary Lucinde Hansen samt syster till Regnar, Mary och Aage Westenholz.
Genom äktenskapet med Wilhelm Dinesen blev hon mor till Karen Blixen och Thomas Dinesen. Hon satt i Hørsholms sockenråd 1909–1913 och 1913–1917.